# Артамонов Володимир Іванович (Герой Радянського Союзу)
Володимир Іванович Артамонов (7 [20] листопада 1906 — 29 вересня 1944) — Герой Радянського Союзу (17.11.1939), учасник боїв на річці Халхин-Гол на посаді командира ескадрильї 38-го бомбардувального авіаполку 100-ї швидкісної бомбардувальної бригади 1-ї армійської групи та Німецько-радянської війни на посаді командира 288-го і 209-го бомбардувальних авіаційних полків, з 1944 року — старший помічник генерала інспектора ВПС РСЧА, полковник.

## Біографія
Народився 7 (20) листопада 1906 року в селищі Требіятський нині Нагайбацького району Челябінської області. З 1908 року жив у Башкортостані: в селищі Авзян, селі Узян, а з 1924 року — в місті Бєлорєцьку. Росіянин. Освіта середня. Член ВКП(б) з 1930 року. З 1924 по 1928 роки був на комсомольській роботі в Там'ян-Катайськоме канткомі ВЛКСМ (місто Бєлорєцьк).
В Червону армію призваний Бєлорєцьким міськрайвійськкоматом в 1928 році. Служив червоноармійцем караульної роти, навчався в школі молодших авіаспеціалістів. У 1930 році закінчив Ленінградську військово-теоретичну школу ВВС. В 1931 році — Борисоглібську школу військових льотчиків. Служив в частинах бомбардувальної авіації льотчиком-інструктором в місті Воронежі, а з 1933 року — командиром бомбардувальника ТБ-3, авіазагону, авіаескадрильї у Забайкальському військовому окрузі.
У 1939 році, з 29 травня по 16 вересня, капітан В.І. Артамонов відзначився в боях з японськими мілітаристами на річці Халхин-Гол (Монголія).
Звання Героя Радянського Союзу з врученням ордена Леніна і медалі «Золота Зірка» (№ 160) капітану Артамонову Володимиру Івановичу присвоєно 17 листопада 1939 року за успіхи ескадрильї і виявлений особистий героїзм.
У 1940 році офіцер закінчив курси удосконалення начальницького складу при Військово-повітряній інженернійї академії імені М.Є. Жуковського, і з травня того ж року служив старшим інспектором Головного управління ВПС Червоної армії.
Під час війни командир 288-го і 209-го бомбардувальних авіаційних полків Володимир Іванович Артамонов захищав Москву, воював під Курськом. З 1944 року полковник Артамонов В. І. — старший помічник генерального інспектора ВПС Радянської Армії. Загинув в авіакатастрофі 29 вересня 1944 року поблизу населеного пункту Хілок в Читинській області.

## Нагороди
- Медаль «Золота Зірка» Героя Радянського Союзу (17.11.1939; № 160)
- Орден Леніна (17.11.1939)
- Орден Червоного Прапора (29.08.1939)
- Орден Червоного Прапора (31.07.1944)[1]
- Орден Вітчизняної війни II ступеня (07.08.1943)
- Орден Червоної Зірки (03.11.1944)
- Монгольський орден Червоного Прапора

## Пам'ять
- Спочатку похований в Читі.[2] Пізніше останки всього екіпажу були перепоховані в Москві на Донському кладовищі (ділянка 19).
- Іменем В.І. Артамонова названі вулиці в місті Бєлорєцьку і в селі Верхній Авзян Бєлорєцького району (Башкортостан).
- На будівлі Верхньо-Авзянської школи встановлена меморіальна дошка.
- На площі Леніна в місті Чита — обеліск, на місці загибелі — пам'ятник.